# Le Petit Déjeuner
Le Petit Déjeuner est un tableau peint par Juan Gris en octobre 1915. Cette toile cubiste exécutée à l'huile et au fusain est une nature morte représentant notamment un moulin à café, une cafetière et un compotier. Elle est conservée au musée national d'Art moderne, à Paris.

## Expositions
- Le Cubisme, Centre national d'art et de culture Georges-Pompidou, Paris, 2018-2019.